# ناتو کرونوس
عملیات واکنش به بحران در سیستم‌عامل‌های ناتو (به انگلیسی: Crisis Response Operations in NATO Operating Systems) با سرواژه NATO CRONOS سامانه‌ای از شبکه‌های رایانه‌ای به‌هم‌ پیوسته است که سازمان پیمان آتلانتیک شمالی (ناتو) برای انتقال اطلاعات طبقه‌بندی‌شده استفاده می‌کند. این سامانه  به عملیات‌های سطح محرمانه ناتو، امکان دسترسی به برنامه‌ها و پایگاه داده‌های اطلاعاتی ناتو را فراهم می‌کند. در سال ۱۹۹۹ (میلادی) ناتو از یک شبکه گسترده از رایانه‌ها با سیستم‌عامل ویندوز ان‌تی در اروپا استفاده می‌کرد.
عملیات واکنش به بحران ناتو خدمات ایمیل، مایکروسافت آفیس، و غیره را فراهم می‌کند. این سامانه، امکان پیام‌رسانی غیررسمی (ایمیل) و همرسانی اطلاعات با اعضای ناتو را فراهم می‌کند. هیچ ارتباطی بین عملیات واکنش به بحران ناتو، با هیچ‌یک از شبکه‌های رایانه‌ای ایالات متحده آمریکا یا شبکه گسترده دیگر اعضای ائتلاف، وجود ندارد.